# غوردون تاورز
غوردون تاورز هو فلاح وسياسي كندي، ولد في 5 يوليو 1919 في رد دير في كندا، وتوفي بنفس المكان في 8 يونيو 1999. نشط حزبياً في الحزب الكندي التقدمي المحافظ. وقد انتخب List of lieutenant governors of Alberta ‏ (11 مارس 1991 – 17 أبريل 1996) وانتخب عضو مجلس العموم الكندي عن دائرة Red Deer (federal electoral district) ‏ (30 أكتوبر 1972 – 21 نوفمبر 1988).